# Pejotl
Pejotl (znanstveno ime Lophophora williamsii) je nebodeč, počasi rastoč kaktus, prvotno iz Mehike in Teksasa. Beseda izvira od indijanskega plemena Nahuatl, ki ga je uporabljalo v svojih obredih ter kot univerzalno zdravilo. Gre za zaščiteno rastlino, ki ima veliko zbirateljsko vrednost.

## Splošna zgradba
Nadzemni deli rastline so sestavljeni iz osmih do desetih mehkomesnatih diskov oz. lusk, med katerimi je včasih težko določiti meje. Iz teh lusk poganjajo beli oz. sivkasti laski, ki lahko imajo videz olesenelih izrastkov. Je majhna rastlina, ki zraste od 15–20 cm v dolžino in je sivozelene barve. Ima repaste korenine, ki lahko v optimalnih razmerah zrastejo tudi do 40 cm v globino. Rastlina ne cveti redno, cvetovi pa se razvijejo iz laskov na vrhu kaktusa, ki so belorožnate barve. Po cvetenju se lahko pojavi podolgovat rožnat plod grenko-sladkega okusa, ki med zorenjem počrni in lahko pri zrelih rastlinah vsebuje do 30 semen.

## Razširjenost
Pejotl izvira iz osrednjeameriških puščav Chihuahua, Coahiula, Nuevo Leon, Tamaulipas, Luis Potosi in Zacatecas ter južnih območij Teksasa. Najdemo ga lahko na nadmorski višini od 100 do 1500 m, izjemoma do 1900 m, največkrat v okolici apnenčastih tvorb.

## Uporaba
Tamkajšnji Indijanci so ga uporabljali v svoji tradicionalni medicini in ob najrazličnejših obredih, prav tako so znana romanja v sveto deželo pejotla Wirikuto. Indijanci so diskaste izrastke nadzemnih delov razrezali na rezine, jih posušili na soncu; to so meskalinski gumbki (angl. mescal buttons, peyote buttons). Te so nato pri obredih poslinili, posvaljkali v kroglice, tem jih 10 do 12 čim hitreje pogoltnili, da so se čim bolj izognili neprijetnemu okusu.

## Vsebovane substance
Pejotl je znan predvsem po psihoaktivnih učinkovinah, ki jih v svojem naravnem okolju vsebuje, zlasti po alkaloidih, med katerimi so glavni fenetilaminski derivati.  Glavni med temi je meskalin (3,4,5-trimetoksifeniletilamin), ta reproducira večino učinkov celotne rastline v  primerljivih koncentracijah, nikakor pa niso učinki ob zaužitju recimo uprašene rastline ali meskalinskih gumbkov enaki učinkom samega meskalina.
Rastlina vsebuje različne derivate izokinolina (tetrahidroizokinolina):
- Pejotlin deluje pomirjevalno in ne povzroča motenj v percepciji (niti v majhnih odmerkih ~ 2 mg). Odmerek 50 mg je pri opazovancih povzročil utrujenost in postopen prehod v spanec, vendar pa je v pejotlu prisoten v premajhni koncentraciji, da bi do tega lahko prišlo. Pri aplikaciji 15–30 mg je vplival pomirjevalno. Možno je, da prispeva k celokupnemu učinku rastline.[4]
- Anhalonidin deluje podobno kot pejotlin, le da je anhalonidin štirikrat manj potenten: po zaužitju 100 do 250 mg deluje pomirjevalno, prav tako brez vpliva na percepcijo okolice. Njegov prispevek k celokupnemu učinku rastline je po vsej verjetnosti zanemarljiv.[4]
- Lofoforin naj bi bil glede na študije na živalih najbolj toksičen izmed vseh pejotlovih alkaloidov. Zaužitju 20 mg sledita vazodilatacija in glavobol, oboje pa izveni po okoli eni uri. Vsebnost lofoforina v pejotlu niha znotraj širokega intervala, zaradi česar je težko oceniti njegov prispevek k celokupnemu učinku rastline.[4]
- Anhalonin nima vpliva na percepcijo sveta, v odmerku 200 mg pa povzroči utrujenost.

Ob intoksikaciji s pejotlom se lahko pojavijo občutljivost na svetlobo, sinestezija in različne halucinacije.

Pri pejotlu so odkrili, da lahko deluje protimikrobno, zato naj bi bil zaslužen pejokaktin (peycactin); gre za vodotopno, kristalinično snov. Pri poskusih na miših se je izkazal kot učinkovit proti 18 sevom Staphylococcus aureus, odpornim proti penicilinu, ter številnim drugim bakterijam in glivam.

### Meskalin
Meskalin je leta 1897 prvi izoliral Arthur Heffter, leta 1919 pa ga je prvi sintetiziral Ernst Späth, to je bil eden prvih sintetiziranih alkaloidov.

Svež pejotl vsebuje 0,4 % meskalina, posušen pa 3–6 %.

Peroralni odmerek meskalina, ki naj bi povzročil spremenbe v dojemanju okolice, naj bi bil nekje med 200 in 400 mg, kar je ekvivalentno približno 10 do 20 g meskalinskih gumbkov.

Meskalin na telo deluje podobno kot LSD ali psilocibin, vendar je njegov učinek bistveno šibkejši, znani pa so primeri navzkrižne tolerance med omenjenimi spojinami. Tako kot LSD in psilocibin tudi meskalin deluje kot agonist serotoninskih receptorjev (5-HT), in sicer deluje na podtip 2A.

Po aplikaciji se iz telesa izloča s sečem, 20–50 % se ga izloči nespremenjenega, ostalo pa v obliki karboksilata, po šestih urah se izloči približno 1/2 zaužite količine. Pri zaužitju približno 350 mg meskalina je kronološki potek dogodkov dokaj ponovljiv. Po približno pol ure pride do slabosti (navzeje), ki jo pogosto spremlja bruhanje, včasih pa se pojavi tudi driska. Po približno eni uri prenehajo simptomi iz prve faze, pojavijo pa se prve spremenbe percepcije okolice. Ta faza se nadaljuje in razvija še naslednji dve do tri ure, opaznih znakov pa v tem obdobju praktično ni oz. so minimalni: pojavi se padec krvnega tlaka in utripa pod začetno vrednost. Človek si načeloma popolnoma opomore v dvanajstih urah po intoksikaciji, z dobrim spominom na vtise in dogodke med le-to. Ta potek je načeloma predvidljiv, izkustva pa so odvisna od vsakega posameznika.

### Panpejotl[4]
Izraz panpejotl (panpeyote) uporablja Alexander T. Shulgin in se nanaša na rastlinski material (torej celoten pejotl) in komponente, ki jih lahko iz tega izoliramo in bi lahko pripomogle k učinku samega rastlinskega materiala.

Opravljene so bile različne študije učinkov na ljudi ob zaužitju različnega števila meskalinskih gumbkov, vendar so med seboj težko primerljive zaradi variabilnosti v velikosti in potentnosti le-teh, ter razlik v občutljivosti opazovancev. Tovrstne študije so bile opravljene tudi z izvlečki celotne rastline:
- Pejotlova tinktura je ekstrakt uprašene posušene rastline s 70% etanolom in vsebuje vse aktivne komponente.
- Osnovni panpejotl je preostanek po sušenju kloroformnega ekstrakta uprašene rastline in vsebuje več kot 30 % alkaloidov celotne rastline in daje zadovoljive rezultate.

Zapisi o tovrstnih ekstraktih so se pojavili v začetku dvajsetega stoletja in so izkazovali precejšno podobnost v kronologiji intoksikacije kot sama rastlina. Ugotovljeno je bilo, da je za doseganje enakih učinkov pri pejotlovi tinkturi potrebno 800 mg alkaloidov v odmerku, pri osnovnem panpejotlu pa 600 mg. To nakazuje na signifikantne razlike v sestavi teh dveh izvlečkov. Ostaja pa vprašanje, v kolikšni meri je meskalin zaslužen za učinke pejotla kot celote.

### Pomembni derivati meskalina
- N-acetilmeskalin so identificirali v pejotlu v sledeh, pri ljudeh pa so odkrili, da je eden od presnovkov. Pri odmerkih med 300 in 750 mg naj bi povzročal rahlo omotičnost, kar pa je relativno velik odmerek, kajti v pejotlu je prisoten le v sledeh.
- N-metilmeskalin se prav tako pojavlja v sledeh.
- 3,4-dimetoksifenetilamin so zaznali v seču bolnikov s shizofrenijo, prav tako pa se pojavlja v pejotlu in drugih kaktusih. Ta spojina celo v gramskih količinah pri ljudeh ni izzvala očitnih motenj.[4]